# BEST 15 2009-2013 -The Beginning & Flying-
『BEST 15 2009-2013 -The Beginning & Flying-』（ベスト・フィフティーン・ニーマルニーキュウ-ニーゼロイチサン・ビギニング・フライング）は、日本の音楽ユニット・Hilcrhymeが2024年5月29日にユニバーサルJから発売される、8作目のベスト・アルバムである。

## 内容
- 2024年のデビュー15周年を記念して、デビューから現在までの活動期間別に時間を遡り、収録曲を分けて3タイトルで連続リリースするベスト・アルバム第3弾。元メンバーであるDJ KATSUが在籍していた4thアルバム『LIKE A NOVEL』から1stアルバム『リサイタル』までの収録曲に加え、新曲「ドラマ」を収録。
- 初回限定盤のみ、ミュージックビデオ集を収録したDVDが付属。

## 収録曲

### CD
1. ドラマ
(作詞：TOC / 作曲：TOC、WAPLAN / 編曲：WAPLAN)
配信限定シングル。CD初収録。WOWOW連続ドラマＷ-30『演じ屋 Re:act』主題歌[1]。
2. リサイタル ～ヒルクライム交響楽団 作品第1番変ヒ短調～
(作詞：TOC / 作曲：DJ KATSU)
1stアルバム『リサイタル』収録曲。
3. 春夏秋冬
(作詞：TOC / 作曲：DJ KATSU)
2ndシングル。
4. もうバイバイ
(作詞：TOC / 作曲：DJ KATSU)
3rdシングル。
5. 純也と真菜実
(作詞：TOC / 作曲：DJ KATSU)
メジャーデビューシングル。
6. ルーズリーフ
(作詞：TOC / 作曲：DJ KATSU)
4thシングル。TBS系ドラマ『ヤンキー君とメガネちゃん』主題歌。
7. トラヴェルマシン
(作詞：TOC / 作曲：TOC & DJ KATSU / 編曲：DJ KATSU)
6thシングル。
8. No.109
(作詞：TOC / 作曲：TOC & DJ KATSU)
2ndアルバム『MESSAGE』収録曲。
9. 大丈夫
(作詞：TOC / 作曲：DJ KATSU)
5thシングル。
10. パーソナルCOLOR
(作詞：TOC / 作曲：TOC & DJ KATSU / 編曲：DJ KATSU)
9thシングル。テレビ東京系ドラマ『IS〜男でも女でもない性〜』エンディングテーマ。
11. 友よ
(作詞：TOC / 作曲：TOC & DJ KATSU / 編曲：DJ KATSU)
3rdアルバム『MESSAGE』収録曲。
12. Changes
(作詞：TOC / 作曲：TOC & DJ KATSU)
3rdアルバム『RISING』収録曲。
13. 朱ノ鷺
(作詞：TOC / 作曲：TOC & DJ KATSU / 編曲：DJ KATSU)
9thシングル『パーソナルCOLOR』c/w曲。
14. NOISE
(作詞：TOC / 作曲：TOC & DJ KATSU / 編曲：DJ KATSU)
4thアルバム『LIKE A NOVEL』収録曲。
15. Kaleidoscope
(作詞：TOC / 作曲：TOC & DJ KATSU / 編曲：DJ KATSU)
12thシングル。

### DVD（Music Video集。初回限定盤のみ収録）
1. 純也と真菜実
2. 春夏秋冬
3. もうバイバイ
4. 大丈夫
5. ルーズリーフ
6. トラヴェルマシン
7. Shampoo
8. 臆病な狼
9. no one
10. パーソナルCOLOR
11. 蛍
12. ジグソーパズル